# Samnitski ratovi
Navala Gala i njihovi vojni uspjesi su natjerali Rimljane da se čvršće povežu za Latinski savez. Kao moćan grad - država, Rim 354. pr. Kr. sklapa savez sa susjednim Samnitima, jednim od najjačih italskih naroda. Međutim, ovaj savez ne traje dugo i dolazi do rata između Rimljana i Samnita. Ukupno su Rimljani vodili tri rata protiv Samnita.
Prvi samnitski rat (343. pr. Kr. - 341. pr. Kr.) je uzrokovan upadom Samnita u Kampaniju (Campania). Kapuanci su tražili pomoć od Rimljana, koji nisu prvobitno htjeli intervenirati zbog svojeg saveza sa Samnitima. Međutim kad su Kapuanci Rimljanima ponudili svoj grad, potonji su se sukobili sa Samnitima. Rimljani su 341 pr. Kr. prinudili Samnićane na mir.
Drugi samnitski rat (327. pr. Kr. - 304. pr. Kr.) je uzrokovan osvajanjem kampanijskog grada Neapolisa (Napulj) 327. pr. n. e., jer su i Samniti već odavno željeli zauzeti tu oblast. Uz djelomične prekide i izmjenične uspjehe, rat se vodio uz velike obostrane gubitke. Rimljani su 321. pr. Kr., nenaviknuti na rat u planinama, doživjeli težak poraz u Kaudinskom klancu, kada se predala sva rimska vojska i Rimljani su morali napustiti sve zauzete gradove. Taj poraz je Rimljanima oduzeo mnogo vremena, jer su uvidjeli da moraju reorganizirati svoju vojsku. Rat je nastavljen 316. pr. Kr. Na strani Samnita su sada bili i Etruščani, koji su bili 311. pr. Kr. poraženi od Rimljana na Vadimonskom jezeru (Vadimonis lacus) i kod Peruzije (Perugia). Rimljani su Samnite također porazili 309. pr. Kr. kod Longule. Poslije tog poraza, Samniti su pristali na mir kako bi očuvali svoju samostalnost, ali su ujedno i izgubili velike dijelove svog ozemlja.
Treći samnitski rat (298. pr. Kr. - 290. pr. Kr.) je uzrokovan upadom udruženih Etruščana i Gala u Lacij, a Samnićani se učvršćuju u Lukaniji. Najznačajnija bitka iz ovog rata je bitka kod Sentinuma (296. pr. Kr.), gdje su Rimljani pobijedili udružene Samnite i Gale, ali su i sami pretrpjeli ogromne gubitke (9000 mrtvih). Poslije ove pobjede, raspao se savez na čijem čelu su bili Samniti, koji su se, međutim nastavili boriti protiv Rimljana u planinskim predjelima. Tek poslije poraza u kojem su izgubili svog vladara 290. pr. Kr., Samniti su sklopili mir. Veći dio njihova ozemlja su prisvojili Rimljani, a mnogi gradovi su ušli u sastav Rimske republike kao gradovi bez prava glasa (civitates sine sufragio).
Pobjedom nad Samnitima, Rimska republika je stvorila uvjete za veća osvajanja na Apeninskom poluotoku.